# Mathenay
Mathenay település Franciaországban, Jura megyében. Lakosainak száma 145 fő (2022. január 1.). Mathenay Molamboz, Abergement-le-Grand, Aumont, La Ferté és Vadans községekkel határos.

## Népesség
A település népességének változása:
| Lakosok száma | 79   | 85   | 77   | 107  | 140  | 140  | 143  | 144  | 144  | 145  |
|               | 1968 | 1982 | 1990 | 2006 | 2013 | 2015 | 2017 | 2019 | 2020 | 2022 |